# Роматове
Роматове (біл. Раматова) — пасажирський залізничний зупинний пункт Берестейського відділення Білоруської залізниці на лінії Хотислав — Берестя-Центральний між зупинним пунктом Пожежин та станцією Закрутин. Розташований біля населених пунктів Старе Раматове та Нове Раматове Малоритського району Берестейської області.

## Пасажирське сполучення
Пасажирське сполучення здійснюється регіональними поїздами економкласу за напрямком Берестя-Центральний — Хотислав.